# Fannia flavibasis
Fannia flavibasis is een vliegensoort uit de familie van de Fanniidae. De wetenschappelijke naam van de soort is voor het eerst geldig gepubliceerd in 1898 door Stein.